# Vandværk
Et vandværk er et anlæg til vandforsyning af et antal forbrugere med drikkevand.
Oftest anvendes overfladevand, men hvor de geologiske forhold er egnede, som f.eks. de fleste steder i Danmark, hentes vandet som grundvand fra dybe grundvandsboringer. I særlige tilfælde anvendes havvand, der så må gennemgå en dyr afsaltningsproces (Omvendt osmose).
De første moderne vandværker blev etableret i England omkring 1850, idet man gennem de nye støbejernsrør pumpede filtreret vand ud til forbrugerne ved pumper drevet af dampmaskiner.
Vandet til vandværkerne kom via rørledninger fra brønde uden for byerne. I vandværket blev vandet iltet og filtreret og ofte – om dagen – ledt direkte videre til forbrugerne, idet man med damp- eller motordrevne pumper kunne opretholde det fornødne tryk til distributionen. Desuden pumpedes vand op i højtliggende vandbeholdere, ofte i specielt byggede vandtårne, hvorfra vandet på grund af højdeforskellen kunne fordeles uden yderligere pumpning.

## I Danmark
I Danmark sker indvinding og distribution af vandet fra 155 kommunale og ca. 2500 (2005) private, almene vandværker (et alment vandværk er et fælles vandværk for mindst 10 husstande. Derudover er mange husstande på landet tilsluttet enkeltforsyningsanlæg med 1 – 9 husstande.

### Historie
De første vandinstallationer i danske byer blev etableret omkring 1580 på Frederik 2.s befaling i byerne København, Odense, Helsingør og Kolding, der fik tilført vand til offentlige brønde (vandkunster) via træledninger fra nærliggende søer og vandløb. Vandforsyningen i byerne var ellers baseret på anvendelse af nærliggende vandløb, der ofte også førte spildevand fra byens rendestene bort, eller på private og offentlige brønde.
Allerede i 1853 fik Odense et vandværk af den moderne slags og Aalborg fulgte efter i 1854; København fik sit første moderne vandværk i 1859.